# Beomeosa
Beomeosa (en hangul, 범어사; en hanja, 梵魚寺; significado, ‘Templo del Pez Nirvana’) es un templo budista de la Orden de Jogye en Cheongnyong-dong, Geumjeong-gu, Busan, Corea del Sur. Construido en las pendientes de Geumjeongsan, es uno de los templos urbanos más conocidos del país.

## Origen del nombre
La montaña en donde está Beomeosa tiene una enorme roca en la cumbre donde hay un pozo dorado que nunca se seca. Se cree que el agua de este pozo tiene propiedades mágicas muy especiales.
La palabra Beomeosa proviene de beom (en hangul, 범; en hanja, 梵; significado, ‘nirvana’), eo (en hangul, 어; en hanja, 魚; significado, ‘pez’) y sa (en hangul, 사; en hanja, 寺; significado, ‘templo’).  Por ello el nombre del templo quiere decir «pez celestial». Se dice también que el pez provino de Nirvana, el estado budista de no sufrimiento. Por tanto, el templo también se conocía como «el templo donde jugó el pez nirvana».
El 26 de diciembre de 2011, Los Angeles Times imprimió una historia de los monjes luchando en este templo. El monje budista surcoreano Ando demuestra técnicas de artes marciales Sunmudo. Los monjes del templo de Beomeosa es conocido por haber derrotado invasores japoneses durante el siglo XVI y otra vez durante la ocupación japonesa de Corea en el siglo XX.

## Historia
El templo de Beomeosa está localizado en el monte Geumjeongsan, Busan, y se inauguró en 678 como uno de los diez templos importantes de la escuela Avatamsaka. Según la Geografía Académica Revisada para el País Oriental, un pez dorado que descendió del cielo y retozó en un pozo en esta cima. Así, la montaña fue nombrada "Geumjeongsan" (金井山; literalmente 'Montaña del Pozo Dorado'), y el templo que está construido encima fue nombrado "Beomeosa" (梵魚寺; literalmente 'Templo del Pez Espiritual').
Como fue establecido por decreto del Rey Munmu, el templo Beomeosa comenzó en 360 gyeol de tierra y tenía 360 dormitorios. Sin embargo, casi se redujo a cenizas durante la invasión japonesa (1592-1597). Más tarde, en 1613, monjes como Myojeon y Haemin renovó algunas de sus salas de Dharma y el dormitorio. Se sabe que la Sala del Buda Principal y la Puerta del Pilar Único se construyeron en ese momento.
El templo Beomeosa se considera uno de los tres principales templos del sureste de Corea, junto con el templo Haeinsa y el templo Tongdosa. Su fuerte espíritu budista de Seon le ha valido el título de Templo de la gran sede del budismo de Seon. Seon Master Gyeongheo, un eminente monje de los tiempos modernos, abrió un centro Seon en Beomeosa en 1900. Inspirado por Gyeongheo, Seongwol, entonces abad de Beomeosa, enseñó la tradición Seon estableciendo centros Seon y asambleas Seon en las seis ermitas de Beomeosa en el lapso de 10 años de la siguiente manera: Geumgangam en 1899; Anyangam en 1900; Gyemyeongam en 1902; Wonhyoam en 1906; Ansimnyo en 1909; y Daeseongam en 1910.
Los monjes eminentes que han vivido en el templo incluyen a los Grandes Maestros Uisang, Pyohun, Nangbaek, Myeonghak, Gyeongheo, Yongseong, Manhae y Dongsan. Incluso hoy en día, el templo Beomeosa enseña una práctica budista seria. En 2012, el templo fue designado como Geumjeong Chongnim, uno de los ocho complejos integrales de entrenamiento monástico para la Orden Jogye del Budismo Coreano, y su primer patriarca espiritual es el Maestro Jiyu.

## Tesoros
Mucho antes de llegar al recinto del Templo Beomeosa, los visitantes primero ven Jogyemun (tesoro n.º 1461), la Puerta del Pilar Único. Todos sus cuatro pilares tienen columnas cortas de madera asentadas sobre bases altas de piedra.
Alrededor del templo hay una masa de glicinas silvestres, formada por más de 6 500 plantas (monumento natural n.º 176). Cada año, a fines de la primavera, sus flores de lavanda crean una vista extraordinaria. Es por eso que este valle se ha llamado desde la antigüedad Deungungok (藤 雲 谷; 'Valle de las flores de glicina').
El complejo del templo tiene varios edificios y otros objetos que se designan como tesoros oficiales:
- Tesoro 250: Pagoda de piedra de tres pisos. Esta pagoda se remonta a la era Shilla Unificada probablemente erigida como parte del templo original que fue destruido por un incendio en 1592. Solo los tres pisos superiores son del Shilla, donde la base y la cerca son adiciones posteriores.[4]
- Tesoro 434: Daeungjeon, el salón principal del templo, fue construido en 1614 después de que el templo fuera incendiado durante la invasión japonesa de 1592. En 1713, 1814 y 1871 se llevaron a cabo renovaciones importantes de Daeungjeon.[5]
- Bien cultural tangible 2: Iljumun. La primera puerta del templo, llamada Puerta de un pilar, porque cuando se ve desde un lado, la puerta parece estar sostenida por un solo pilar, que simboliza el único camino verdadero de la iluminación.[6]
- Bienes culturales tangibles 11 y 12: Pagoda del este de Wonhyoam y Pagoda del oeste de Wonhyoam. Wonhyoam (ermita) se encuentra al sur de Beomeosa y es el sitio de estas dos pagodas. Este es el sitio de la antigua residencia del famoso monje Shilla, Wonhyo.[7]
- Bienes culturales tangibles 15: Portabanderas. Estas dos estructuras de piedra muy antiguas, llamadas jiju, se usaron para sostener un asta de bandera entre ellas. Las piedras se encuentran en el camino hasta la puerta principal de Beomeosa.[8]
- Bienes culturales tangibles 16: Lámpara de piedra. Esta lámpara se remonta a la era Shilla Unificada y fue parte del templo original que fue destruido por un incendio en 1592.[9]

## Ermitas

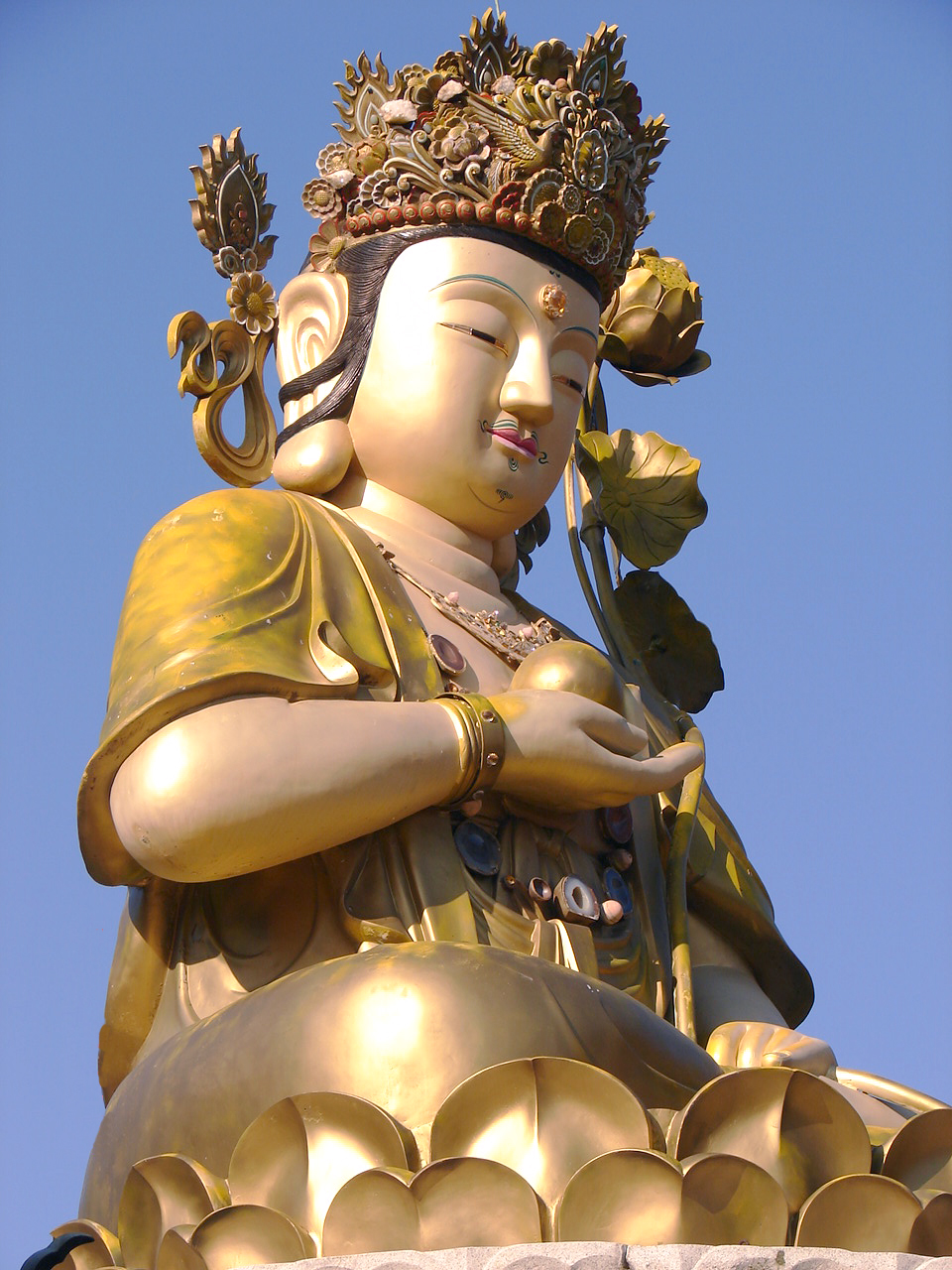
Gran estatua de Buda en Chungryunam, una de las once herencias cercanas y administrativamente adjunta a Beomeosa.

- Chungryungam (ermita del loto azul)
- Naewonam (Ermita del Salón de Enseñanza Celestial de Buda)
- Kyemyongam (Ermita del Cuervo del Gallo)
- Daesongam (Gran Santa Ermita)
- Geumgangam (ermita de diamantes)
- Anyangam (ermita que nutre la paz)
- Mirukam (ermita de Maitreya)
- Wonhyoam (antigua residencia ermita del famoso monje Wonhyo)
- Sajaam (Ermita de los Leones)
- Mansongam (Gran ermita del maestro)
- Chijangam (ermita de Ksitigarbha)